# گائتانو دی روزا
گائتانو دی روزا (انگلیسی: Gaetano De Rosa؛ زادهٔ ۱۰ مهٔ ۱۹۷۳) بازیکن فوتبال اهل ایتالیا است.
از باشگاه‌هایی که در آن بازی کرده‌است می‌توان به باشگاه فوتبال رجینا، باشگاه فوتبال باری، باشگاه فوتبال پیستویزه، باشگاه فوتبال جنوآ، باشگاه فوتبال پالرمو، و باشگاه فوتبال ناپولی اشاره کرد.